# Zoés
Os zo'é (zoés), ou poturu, são um grupo indígena que habita a Terra Indígena Zoé (ou Área Indígena Cuminapanema/Urukuriana), na bacia do Cuminapanema (entre os rios Erepecuru, Cuminapanema e, Curuá), nos municípios brasileiros de Óbidos e Oriximiná, no noroeste do estado brasileiro do Pará (Brasil). A sua população em 2010 era de 256 indivíduos, tendo crescido para aproximada 330 pessoas (IEPE 2022).
O seu povo é do tipo tupi–guarani e fala a língua zo'é. Com exceção de alguns jovens que aprenderam palavras em português ouvindo funcionários da Fundação Nacional do Índio falar no rádio, sua população é essencialmente monolíngue. São conhecidos pelo uso do poturu (também chamado eberpot  ou  'mber'pót), um cilindro que é enfiado numa perfuração do lábio inferior.
Esta etnia foi considerada um dos últimos povos "intactos" na Amazônia. E é um dos grandes desafios da política indigenista da Fundação Nacional do Índio, pois tiveram recente-contato com a sociedade da redondeza na década de 1980, e foi preciso este órgão governamental intervir devido uma epidemia de gripe levada por missionários que matou um quarto dos indígenas. Assim a Frente de Proteção Etnoambiental do Cuminapanema da Funai realiza a mediação com os zo’é através de reuniões regulares e intercâmbios com os vizinhos, para esclarecer os problemas da gestão territorial e invasão de extrativistas e missionários.

## Modo de vida
Os Zo'és são nômades caçadores-coletores que, durante certos períodos do ano, param para cultivar mandioca, banana, pimentão e, algodão. Nesses períodos, habitam uma ou duas cabanas ao redor da plantação. Quando a colheita acaba, se mudam para outra localidade para iniciar novamente o plantio. Os Zo'és são especialistas em caça. Possuem um tipo de flecha para cada animal, que inclui anta, macaco, urubu-rei, até pequenos peixes que eles pescam com pequenas flechas e veneno (timbó). Os Zo'és possuem animais de estimação, que inclui espécies da qual eles alimentam-se (como a "queixada"): porém não alimentam-se dos domesticados. Os zoés levam os animais de estimação para onde forem. A castanha-do-pará também tem uma grande importância na alimentação dos zoés.
Os Zo'és possuem, como principal tradição, o poturu: um botoque feito com o osso da perna de macaco que tanto homens como mulheres usam no lábio inferior. O uso do poturu inicia-se com um palito quando crianças e vai aumentando conforme a idade. A perfuração do lábio inferior das crianças é um importante rito zoé. Outros ritos zoés são celebrados no nascimento, na morte, na primeira menstruação das meninas e na primeira anta caçada pelos meninos. Nesses ritos ingere-se o "seh'py'", uma bebida fermentada de tubérculos. As mulheres Zo'és usam um chapéu feito de plumas brancas de aves na parte frontal da cabeça, e o cabelo amarrado atrás. Já os homens ocasionalmente usam um cocar de palha. Os homens usam um corte de cabelo que arrendonda completamente a testa independente de o cabelo ser longo ou comprido. Os Zo'és se pintam de completamente de vermelho com alguns desenhos pretos, exceto o rosto, em ocasiões especiais.

## Habitação
As habitações Zo'és variam de tamanho e construção conforme o local. Normalmente, em volta das plantações, eles habitam construções de madeira apenas com um teto de palha e algumas redes. Porém, na floresta, constroem construções arrendondadas de folhas de palmeira, sempre com fogueiras no meio.

## Casamento e família
Os rituais de casamento dos Zo'és nunca foram completamente compreendidos. Os Zo'és praticam, ao mesmo tempo, as duas formas de poligamia: poliandria e poliginia. Isto é, uma mulher pode ter vários maridos e um homem várias esposas. Os jovens normalmente se tornam esposos ou esposas de membros mais velhos para aprenderem como cuidar de uma família. Os Zo'és, quando são jovens, aprendem o necessário para cuidar de uma família. Quando ficam velhos, estes são cuidados com muita atenção pelas próprias famílias. Os Zo'és normalmente vivem em famílias pequenas e muito próximas e cuidam com atenção de cada membro.

## Tradições e mitologia
Os Zo'és realizam uma espécie de festival todo ano, onde os membros da etnia se encontram, dançam e cantam. Na principal dança, os homens cantam batendo um taco de madeira no chão. Os Zo'és normalmente cantam e conversam em volta de fogueiras. As mulheres normalmente cozinham e ajudam os homens a prepararem as flechas. Puas e esmaga crânios com sua grande garra. Segundo a mitologia zoé, um antepassado chamado Sihié'abyr mostrou-lhes como usar o ornamento labial característico da etnia.

## História
A Fundação Nacional do Índio tomou conhecimento da existência dos zoés no início da década de 1970, durante as obras de construção da rodovia BR-210 (Perimetral Norte). Em 1982, missionários norte-americanos, da Missão Novas Tribos do Brasil, efetuaram um breve e tenso contato com o até então o povo isolado zoés na bacia do Cuminapanema no estado do Pará, que se limitou à entrega de alguns presentes. Os missionários tentaram novos contatos ao longo dos anos seguintes, mas encontros tensos entre zoés e missionários motivaram a Fundação Nacional do Índio (que fizeram contato com os zo'e em 1989) a pedir em outubro de 1991 a saída dos missionários da região, passando a fundação a exercer um trabalho assistencial junto aos zoés. Durante o período de contato com os missionários, os zoés sofreram grandes epidemias de doenças contra as quais tinham pouca imunidade, o que reduziu drasticamente o tamanho da população zoé. Atualmente, existe a preocupação das autoridades governamentais em proteger os zoés do contato com os não zoés, de modo a protegê-los de novas epidemias.
Atualmente estão protegidos por Frente de proteção etnoambiental e estão mantendo a cultura e as tradições. A dificuldade agora é, como preparar estes indígenas para o próximo contato inevitável com a realidade fora das aldeias. A Funai tenta proteger ao máximo a etnia zo'é, mas os próprios indígenas são ansiosos pelo contato com a sociedade fora da TI, além da pressão de missionários querendo evangeliza-los. Mas a Funai analisa que a mediação deste contato deve levar uns dez anos, buscando fortalecer a cultura dos zo'é e mostrando a realidade de outras etnias após fazerem contato; muitas foram dizimadas ou abandonaram suas tradições.
A Funai descobriu que a etnia wai-wai moradores próximos dos zo'é, que já tiveram contato com estes missionários, estão tentando a aproximação com os vizinhos e, o órgão não pode proibir o contato entre indígenas, mesmo que ocorra a interferência cultural.
As Terras Indígenas dessas etnias na Amazônia Legal são constantemente invadidas ilegalmente por missionários e pela ação de madeireiros. Devido isto, em 2014 a Funai criou o Sistema de Proteção e Promoção de Direitos com doze Frentes de Proteção Etnoambiental, para fazer a vigilância ostensiva e em tempo integral das áreas. São sete as etnias indígenas recém-contactados no Brasil pela Funai, que estão sobre proteção deste sistema: korubo, zo'é, kunt'su, tupi-kawahiv, kanoe, uruwahá e, awa-guajá.

A Funai através da Coordenação Geral de Índios Isolados e Recém Contatados (CGIIRC) verificou que alguns grupos indígenas recém-contactados estavam em situação de fragilidade, assim ofereceu assistência diferenciada a estes: zo’é no Pará; aos kanoê e aos akuntsu em Rondônia, e; aos korubo do Javari no Amazonas.